# Дигліцидиловий етер бісфенолу А
Дигліцидиловий етер бісфенолу А (ДГЕБА, дигліцидиловий етер дифенілолпропану) — хімічна сполука, яка використовується як мономер для виробництва епоксидних і фенолформальдегідних смол, ключовий компонент багатьох епоксидних смол. Похідна бісфенолу А, який також використовується для виробництва епоксидних смол завдяки своїй здатності до зшивання.
В Україні і пострадянських країнах дигліциловий етер бісфенолу А також відомий як епоксидіанова смола (ЕД), названа так на честь першовідкривача бісфенолу А, професора Харківського університету, Олександра Діаніна. Мономер відомий під торговою назвою ЕД-24, епоксидні смоли ЕД-20, ЕД-16 відрізняються домішками олігомерних продуктів, меншим епоксидним числом і більшою молярною масою.

## Синтез
Дигліцидиловий етер бісфенолу А одержують взаємодією бісфенолу А з надлишком епіхлоргідрину. У двостадійній реакції епіхлоргідрин спочатку додають до бісфенолу А, а потім при додаванні стехіометричної кількості розчину гідроксиду натрію утворюється біс-епоксид. Крім основного продукту реакції, утворюються й олігомери, ступінь полімеризації може досягати 0,1.

## Хімічні властивості

### Стереохімія
Дигліцидиловий ефір бісфенолу А зазвичай присутній у вигляді суміші стереоізомерів.

(R,S) ізомер
(R,R) ізомер
(S,S) ізомер

Форма (R,R) утворює рацемат з (S,S) формою та ахіральною мезоформою. Усі три стереоізомерні форми присутні в суміші.

## Використання
Більшість стандартних епоксидних смол містять у собі дигліцидилові етери, в тому числі дигліцидиловий етер бісфенолу А. Епоксидні смоли на основі ДГЕБА — це термореактивні полімери, зшиті за допомогою затверджувачів. Найпоширенішими затверджувачами є поліаміни, аміноаміди та фенольні сполуки. 
Покриття на основі епоксидних смол, що містять дигліцидиловий етер бісфенолу А, використовуються для внутрішнього покриття харчових банок і гвинтових кришок. ДГЕБА може вимиватися з цих покриттів у їжу як мономер, що не прореагував. 
В Україні і пострадянських країнах дигліциловий етер бісфенолу А відомий під торговою назвою ЕД-24 (епоксидіанова смола з епоксидним числом 24), названа так на честь першовідкривача бісфенолу А, професора Харківського унверситету Олександра Діаніна. Мономер відомий під торговою назвою ЕД-24, епоксидні смоли ЕД-20, ЕД-16 відрізняються домішками олігомерних продуктів, меншим епоксидним числом і більшою молярною масою.

## Техніка безпеки
ДГЕБА внесено до 3-ї групи хімічних речовин Міжнародного агентства з дослідження раку (IARC), що означає, що він «не підлягає класифікації щодо його канцерогенності для людини». З 1990-х років виникло занепокоєння щодо його канцерогенності, зокрема тому, що ДГЕБА контактує з їжею.
У морських ссавців було виявлено концентрації хлоргідринового етеру бісфенолу А вищі за концентрації стійких органічних забруднювачів, таких як полібромовані дифенілові ефіри або перфтороктансульфонат.
Дигліцидиловий етер бісфенолу А був включений у 2013 році до регламенту (ЄС) № 1907/2006 про хімічні речовини та їх безпечне використання. Вплив речовини на здоров'я людини та навколишнє середовище додатково досліджується. Причинами для включення дигліцидилового етеру бісфенолу А були занепокоєння щодо значного споживчого використання, а також небезпеки, пов’язані з можливою класифікацією як потенційного руйнівника ендокринної системи. Переоцінка відбулася з 2015 року і була проведена Данією.